# Raudoksjöarna (Arjeplogs socken, Lappland)
Raudoksjöarna är en sjö i Arjeplogs kommun i Lappland och ingår i Skellefteälvens huvudavrinningsområde. Sjön har en area på 0,177 kvadratkilometer och ligger 436,1 meter över havet. Sjön avvattnas av vattendraget Rimojåkåtj.

## Delavrinningsområde
Raudoksjöarna ingår i det delavrinningsområde (736300-155792) som SMHI kallar för Mynnar i Hornavan. Medelhöjden är 479 meter över havet och ytan är 13,57 kvadratkilometer. Räknas de 2 avrinningsområdena uppströms in blir den ackumulerade arean 34,74 kvadratkilometer. Rimojåkåtj som avvattnar avrinningsområdet har biflödesordning 2, vilket innebär att vattnet flödar genom totalt 2 vattendrag innan det når havet efter 314 kilometer. Avrinningsområdet består mestadels av skog (87 procent). Avrinningsområdet har 0,8 kvadratkilometer vattenytor vilket ger det en sjöprocent på 5,9 procent.